# الفج (حجة)

تعديل مصدري - تعديل

عزلة الفج هي إحدى عزل مديرية حرض في محافظة حجة اليمنية ويبلغ تعداد سكانها 17303 نسمة حسب التعداد السكاني في اليمن لعام 2004.

## روابط خارجية
- الجهاز المركزي للإحصاء بالجمهورية اليمنية
- المركز الوطني للمعلومات باليمن
- World Gazetteer:Yemen
- الدليل الشامل